# Fort Champlain
 (novembre 2023).
Si vous disposez d'ouvrages ou d'articles de référence ou si vous connaissez des sites web de qualité traitant du thème abordé ici, merci de compléter l'article en donnant les références utiles à sa vérifiabilité et en les liant à la section « Notes et références ».
Connu sous le nom de fort de la Touche, le fort Champlain était situé dans la municipalité de Champlain, en Mauricie (Québec). Il est l'un des divers ouvrages défensifs érigés au XVIIe siècle le long du fleuve Saint-Laurent, au Québec.

## Historique
Le fort La Touche-Champlain fut construit en 1664 par Étienne Pézard de La Tousche sur son second domaine seigneurial, vis-à-vis de l'actuelle rue Lefrançois. Il existait encore en 1676.
Étienne Pézard de la Touche avait reçu la seigneurie de Champlain le 8 août 1664. Militaire de carrière, il avait fait construire son fort pour la protection contre les Iroquois. Le 15 décembre 1664, le notaire Ameau mentionne le fort de Monsieur de la Touche. Le 17 mars 1665, le notaire Ameau est « au fort de la Touche ». La terre qu’Alexandre Raoul occupe donne sur celle du sieur de La Touche « où est la place du fort ». Dans ce fort se trouve une chapelle, telle qu’attestée dans l’acte de mariage de Laurent Gouin et Marie-Thérèse Galien (ou Gallien) célébré le 22 octobre 1665 « en la chapelle du fort de la Touche ». Le 6 janvier 1676, le notaire Larue mentionne encore le fort dans un acte de concession à Louis Pinard d’une terre située sur le domaine seigneurial « au-dessous du fort ».

## Aujourd'hui
De nos jours, il n'existe aucune trace apparente de ce fort sur le terrain. Le lieu n'a fait l'objet d'aucune fouille archéologique. L'on prétend que le site se trouverait jusqu'à sept arpents dans le fleuve à cause de l'érosion de la rive.

## Sources
- Église de Champlain, site officiel
- Municipalité de Champlain, site officiel